# Dover Athletic Football Club
Il Dover Athletic Football Club è una squadra di calcio inglese semi professionista, militante in National League (stagione 2021/2022).

## Storia
Il club venne fondato nel 1983 dopo il fallimento del Dover F.C.. Al termine della stagione 2013-2014, dopo la vittoria nei playoff di National League South, i Whites tornano in National League a distanza di più di 10 anni; in precedenza, aveva chiuso il campionato 2009-2010 al secondo posto in classifica.

## Allenatori
- Dave Leworthy (1995) (interim)
- John Ryan (1995)
- Peter John Taylor (1995-1996)
- Neville Southall (2001-2002)
- Clive Walker (2002-2003)
- Clive Walker (2005-2007)
- Nicky Forster (2011-2013)

## Palmarès

### Competizioni nazionali
- Southern Football League: 2

1989-1990, 1992-1993
- Isthmian League: 1

2008-2009
- Southern Football League Southern Division: 1

1987-1988
- Isthmian League Division One South: 1

2007-2008

### Competizioni regionali
- Kent Senior Cup: 2

1990-1991, 2016-2017